# De vildfarne
De vildfarne er en dansk film fra 2016, filmen er instrueret af Dariusz Steiness.

## Medvirkende
- Björn Andresen som Rolf Svensson
- Vibeke Ankjær som Helle Rostock
- Pauli Ryberg som Preben
- Laura Drasbæk som Maria
- Gustav Fischer Kjærulff som Palle
- Lior Cohen som Bastian
- Joachim Jepsen som Postbud
- Helle Hertz som Mormor
- Lotta Forsblad som Lotta
- Thomas Chaanhing som Bandeleder
- Morten Humme som Bandemedlem
- Asger Dufour som Bandemedlem
- Alex Puddu som Bandemedlem
- Tuco Ilfill som Bandemedlem
- Riddlez som Bandemedlem
- Caspar Samsø Clausen som Bandemedlem
- Ruben Bay Mogensen som Bandemedlem
- Louise Britze Kijne som Præst
- Fritz Hegner som Mand på bænk
- Nils Poll som Mand på bænk
- Sebastian Neerup Mandel som Mand på bænk
- Filip V. Jensen som Mand på bænk
- Lukas Daniel Badocha som Mand på station
- Norbert Badocha som Mand på station
- Rene Kvist som Falck 1
- Jacob Hansen som Falck 2
- Stig Petersen Drejer som Politimand 1
- Morten Frejlev Koefoed som Politimand 2
- Maria Lorentzen som Star Tours-salgsassistent
- Anett Dyrevig som Skolelærer
- Mikolaj Henryk Kloczko som Skoledreng
- Alexander Peter Griffin som Skoledreng
- Halfdan Houmann Jensen som Skoledreng
- Oscar Ølgård Dahl-Nielsen som Skoledreng
- Vincent Boserup Henriksen som Skoledreng
- Christian Blendstrup Andersen som Skoledreng
- Julian Frimann som Skater
- Lauritz Hansen som Skater
- Lucas Holmsted som Skater
- Adrian Frey Mikkelsen som Skater
- Malthe Konradsen Wellendorph som Skater
- Christina Hanquist Ebbesen som Mor i park
- Lola Lillen Hanquist Ebbesen som Pige i park

## Eksterne Henvisninger
- De vildfarne på Internet Movie Database (engelsk)
- De vildfarne på Filmdatabasen